# Programa de Desenvolvimento do Turismo no Nordeste
O Programa de Desenvolvimento do Turismo no Nordeste - PRODETUR/NE é um programa implantado pelo governo federal em 1992, por meio do Ministério dos Esportes e Turismo e elaborado em parceria com o BNDES, o Banco do Nordeste (BNB), o Banco Interamericano de Desenvolvimento (BID) além dos governos estaduais nordestinos, tendo como foco o ampliar a infraestrutura da região nordeste para ampliar e atrair a super-estrutura do setor turístico.